# تپه ده‌سواران ۱۶
تپه ده سواران ۱۶ مربوط به دوران پارینه‌سنگی جدید - دوران فرادیرینه‌سنگی است و در شهرستان کرمانشاه، بخش مرکزی، دهستان دورود فرامان، ۳۰۰ متری جنوب شرق روستای ده سواران واقع شده و این اثر در تاریخ ۱۸ اسفند ۱۳۸۷ با شمارهٔ ثبت ۲۴۸۲۱ به‌عنوان یکی از آثار ملی ایران به ثبت رسیده‌است.